# Спахиј (Горж)
Спахиј (рум. Spahii) насеље је у Румунији у округу Горж у општини Турбуреа. Oпштина се налази на надморској висини од 150 m.

## Становништво
Према подацима из 2002. године у насељу је живело 400 становника, од којих су сви румунске националности.